# Jorge Teillier

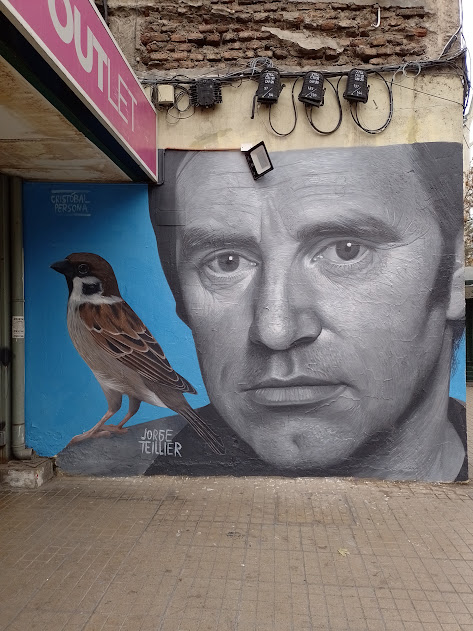
Mural de Jorge Teillier, en comuna de Ñuñoa

Jorge Teillier Sandoval (Lautaro, 24 de junio de 1935-Viña del Mar, 22 de abril de 1996) fue un poeta chileno de la llamada «generación literaria de 1950», creador y exponente de la poesía lárica. 
A los 12 años se inició en la escritura, leyendo libros de aventuras de autores tales como Panait Istrati, Knut Hamsun y Julio Verne, así como cuentos de hadas. Posteriormente fue influenciado por los poetas del modernismo hispanoamericano, por el creacionista Vicente Huidobro y por poetas de la tradición universal como Jorge Manrique, Rainer María Rilke y Francois Villon. Se le vincula también con Friedrich Hölderlin y Georg Trakl. 
Para Teillier, lo importante en la poesía no es lo estético, sino la creación del mito y de un espacio o tiempo que trascendieran lo cotidiano, utilizando lo cotidiano. Según Teillier, el poeta no debe significar sino ser. 
Postuló un tiempo de arraigo frente a la generación de los años 50, partidaria del éxodo hacia las ciudades.

## Biografía

### Primeros años
Jorge Octavio Teillier Sandoval nació el 24 de junio de 1935 en la comuna de Lautaro, actual Región de la Araucanía. Hijo del matrimonio formado por Fernando Teillier Morín y Sara Sandoval Matus, nieto de los inmigrantes Georges Teillier Panellier (nacido en Ruffec, Charente) y de Melanie Morín, que habían llegado desde Francia décadas atrás y se asentaron en esa región del país. Tuvo varios hermanos, entre ellos el escritor Iván Teillier. 
Su infancia transcurrió en el sur de Chile, en la Araucanía. Desde temprana edad —coincidente cronológicamente con la Segunda Guerra Mundial—, la vida cotidiana de Teillier estuvo marcada por el contacto directo con la naturaleza y una forma de entender la tradición capaz de articular en un mismo enfoque rasgos culturales, sociales e históricos chilenos, franceses y mapuches. A la ascendencia francesa de Teillier se acopló la tradición mapuche y prontamente, a través de la literatura, un sentido aún más universal.
Dijo Teillier: «No recuerdo haber intentado escribir poema alguno hasta los doce años de edad. La poesía me parecía algo perteneciente a otro mundo y prefería leer en prosa. Leía como si me hubiesen dado cuerda». Pese a ello, desde los 12 años escribía prosa y poesía. Fue a los 16, en la ciudad de Victoria, donde escribió, su "primer poema verdadero", esto quiere decir —explica Teillier—, "el primero que vi, con incomparable sorpresa, como escrito por otro". Gran parte de los poemas que componen su primer libro, Para ángeles y gorriones (1956), nacieron "sobre el pupitre del liceo".

### Adolescencia
De su época liceana —especialmente fecunda para Teillier—, colaboró activamente en diversas publicaciones locales, con poemas o pequeñas crónicas que en buena medida anticipaban el particular universo poético que más tarde consolidaría en sus libros, el mismo Teillier dijo en 1968: «Mi mundo poético era el mismo donde también ahora suelo habitar, y que tal vez un día deba destruir para que se conserve: aquel atravesado por la locomotora 245, por las nubes que en noviembre hacen llover en pleno verano y son las sombras de los muertos que nos visitan, según decía una vieja tía; aquel poblado por espejos que no reflejan nuestra imagen sino la del desconocido que fuimos y viene desde otra época hasta nuestro encuentro, aquel donde tocan las campanas de la parroquia y donde aún se narran historias sobre la fundación del pueblo».

### Madurez literaria
En 1953, con 18 años de edad, Teillier emprendió viaje a Santiago para cursar estudios superiores: ingresa en el Instituto Pedagógico a estudiar Historia, haciendo latente su constante vocación por rescatar la tradición, y con ella alimentar su creación poética. En 1955 se casa con Sybila Arredondo, chilena que luego contraería matrimonio con el escritor peruano José María Arguedas. De la breve unión Teillier-Arredondo nacieron dos hijos: Carolina y Sebastián
En dicho contexto, Teillier conocerá a muchos autores de la generación del 50 y 80, como a los poetas Francisco Véjar, Braulio Arenas, Rolando Cárdenas, Enrique Lihn o el novelista Enrique Lafourcade. También desarrolló un gran vínculo de amistad con Lorenzo Peirano, de la denominada promoción de escritores Post-87. 
Teillier no tardaría en hacerse de un nombre en la escena santiaguina, lo que en buena parte posibilitó la publicación de su primer poemario, que fue bien acogido por la crítica especializada de la época y recibió elogiosos comentarios por parte de Alone, quien destacó la simpleza de su poesía, no carente de profundidad.
Por aquellos años, el pulso poético teilleriano ya se hallaba relativamente consolidado, lo que puede constatarse al analizar publicaciones posteriores, en que suele reiterarse la visión de mundo expuesta en su obra debut. Considerando eso, puede decirse que se trata de uno de los pocos casos en la historia literaria nacional en que un autor es capaz de presentarse "consolidado" en su propuesta poética ya en su primer libro.

En Sobre el mundo que verdaderamente habito, recuerda Teillier que:
Cuando como todo provinciano debí hacer el viaje bautismal de hollín de trenes de entonces a Santiago, atravesando la noche como en un vientre materno hasta asomarse a la lívida madrugada de boca amarga de la Estación Central. Por esos años el héroe poético de mi generación era Pablo Neruda, que perseguido por el Traidor se dejaba crecer barba y atravesaba a caballo la Cordillera y desde México lamentaba que los jóvenes no leyeran Residencia en la tierra y llamaba a cantar con palabras sencillas al hombre sencillo y en nombre del realismo socialista convocaba a los poetas a construir el socialismo. Hijo de comunista, descendiente de agricultores medianos o pobres y de artesanos, yo sentimentalmente sabía que la poesía debía ser un instrumento de lucha y liberación y mis primeros amigos poetas fueron los que en ese entonces seguían el ejemplo de Neruda y luchaban por la Paz y escribían poesía social.

Pero yo era incapaz de escribirla, y eso me creaba un sentimiento de culpa que aún ahora suele perseguirme. Fácilmente podía ser entonces tratado de poeta decadente, pero a mí me parece que la poesía no puede estar subordinada a ideología alguna, aun cuando el poeta como hombre y ciudadano (no quiero decir ciudadano elector, por supuesto) tiene derecho a elegir la lucha a la torre de marfil o de madera o cemento. Ninguna poesía ha calmado el hambre o remediado una injusticia social, pero su belleza puede ayudar a sobrevivir contra todas las miserias. Yo escribía lo que me dictaba mi verdadero yo, el que trato de alcanzar en esta lucha entre mí mismo y mi poesía, reflejada también en mi vida. Porque no importa ser buen o mal poeta, escribir buenos malos versos, sino transformarse en poeta, superar la avería de lo cotidiano, luchar contra el universo que se deshace, no aceptar los valores que no sean poéticos, seguir escuchando el ruiseñor de Keats, que da alegría para siempre
Terminada la universidad, ejerció la docencia en el Liceo de Lautaro. En 1963 fundó y dirigió (hasta 1965), junto con Jorge Vélez, la revista de poesía Orfeo. También dirigiría el Boletín de la Universidad de Chile. 
Jorge Teillier también se dedicó  a la traducción —por ejemplo, La confesión de un granuja de Serguéi Yesenin; escribió cuentos y colaboró en diversos diarios y revistas.

### Jorge Teillier después delgolpe de Estado de 1973

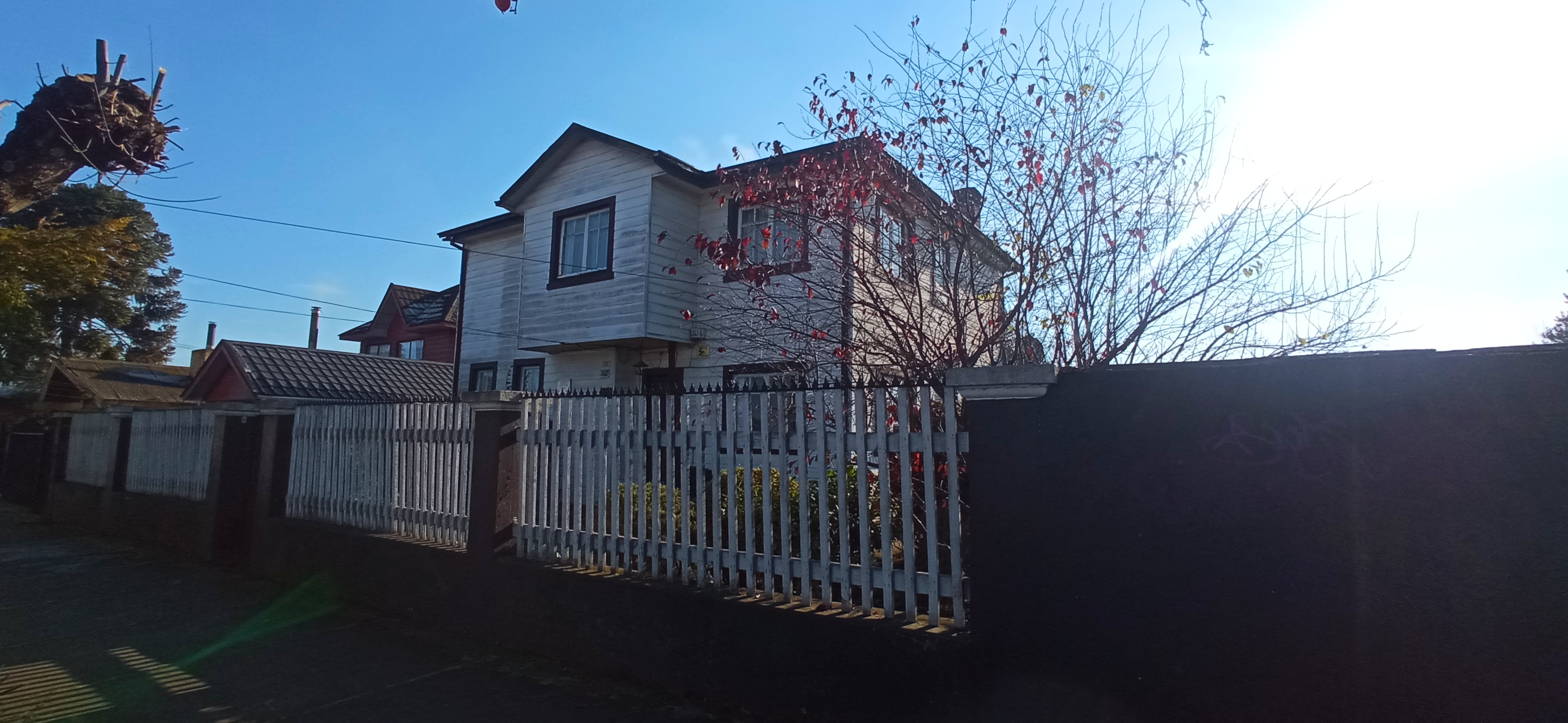
Residencia de Jorge Teillier en la comuna de Lautaro.

Si bien simpatizaba con ideas de izquierda y con Salvador Allende, Jorge Teillier se mantuvo ajeno a vinculaciones con el poder político. Sobre el triunfo de la Unidad Popular, señaló:
Me gustó ir a mi pueblo en la hora del triunfo. Se respira un aire nuevo hasta en las ramadas donde se cantaba Venceremos. Un aire nuevo que no soportan los momios que hablan de irse al extranjero, amenazan de muerte a los dirigentes locales de la Unidad Popular. Claro, no se pueden conformar con un mundo nuevo en donde, entre otras cosas, no puedan darle leche a los chanchos como lo hacen ahora, antes de venderla a un precio justo. Había un aire nuevo. Nuevo como la sangre bullente de las manzanas en la chicha con la cual bebimos este Dieciocho con los viejos amigos que esperaron y lucharon 18 años por el triunfo de Allende y la Unidad Popular
Después del golpe de Estado del 11 de septiembre, Teillier siguió fiel a su credo, aunque no se puede negar, como señala Marcelo Quiñones, que aparecen "símbolos o signos de indicios" que nos remiten "al drama que por diecisiete años vivieron algunos chilenos. Es verdad que con el correr de los años, el poeta fue acentuando o hizo más ostensible el tono autobiográfico de su poesía, esas pequeñas confesiones como 'la noche es mi mejor amiga' o 'es mejor morir de vino que de tedio'. Pero es igualmente efectivo que la compulsiva situación que vivió Chile bajo la dictadura fue determinante para que esta poesía tan genuina —en la que más de una vez asoman las 'sombras de los amigos muertos'—, diga en tono desacostumbrado que 'el único país donde me siento extranjero es mi país' o que 'vivo en un tiempo en que mandan los padrastros'". 

Sobre el golpe militar, Jorge Teillier dijo:
El golpe me afectó anímicamente porque mi padre, entre otras cosas, fue condenado a muerte, pero logró huir. Mis hijos estuvieron en el exilio. La mayor parte de mis amigos tuvieron que partir al extranjero o quedaron cesantes… Yo me quedé en Chile, en una atmósfera bastante pesada. No me persiguieron, pero se sentía en el aire que era otra respiración que la de los años 60. Pero en mi poesía no influyó mayormente
Se ha señalado que sus poemas de este periodo refieren antes a las consecuencias de la dictadura militar, antes que el golpe de Estado. Un poema donde se puede leer esto es En el mes de los zorros publicado 1978, donde escribe: "Quién nos devolverá los amigos muertos/ ese mes de los zorros y los días de sol frío./ Quién nos devolverá/ esa calle que ahora los ancianos vigilan airados". En ese sentido, también resulta interesante el poema Sin señal de vida (1985), donde Jorge Teillier escribe: "Y no te entretengas/ en enseñarle palabras feas a los choroyes./ Enséñales sólo a decir Papá o Centro de Madres/ Acuérdate que estamos en un tiempo donde se habla en voz baja,/ y sorber la sopa un día de Banquete de Gala/ significa soñar en voz alta".
A lo largo de su trayectoria literaria recibió numerosos galardones, incluido el Premio Anguita 1993, concedido por la Editorial Universitaria al poeta vivo más importante de Chile que no hubiese conseguido el Premio Nacional de Literatura. 

Sobre sus obras, el mismo Teillier escribió
Creo que todos mis libros forman un solo libro, publicado en forma fragmentaria, a excepción de Crónica del forastero. Me parece que difícilmente uno tiene más de un poema que escribir en su vida. Hay varias tendencias en mis libros que van de Para ángeles y gorriones (1956) hasta Poemas del País de Nunca Jamás (1963); una descriptiva del paisaje visto como un signo que esconde otra realidad (como en los poemas El aromo o Molino de madera), otra como la historia de un personaje contada con un marco de referencia que es siempre la aldea (así en Historia de hijos pródigos), otra como el afrontar el problema del paso del tiempo, de la muerte que subyace en nosotros revelada como el fuego revela la tinta invisible por medio de la palabra (los poemas Domingo a domingo u Otoño secreto). En este sentido quiero hacer destacar que para mí la poesía es la lucha contra nuestro enemigo el tiempo, y un intento de integrarse a la muerte, de la cual tuve conciencia desde muy niño, a cuyo reino pertenezco desde muy niño, cuando sentía sus pasos subiendo la escalera que me llevaba a la torre de la casa donde me encerraba a leer
La poesía de Teillier ha sido traducida parcialmente a varios idiomas y cuenta con dos colecciones bilingües: In order to talk with the Dead y From the country of Never-more.

### Últimos años
Los últimos años de vida de Teillier los pasa en Cabildo, en el sector denominado El Molino de Ingenio, donde vivía desde 1987 con la pintora y escultora Cristina Wenke, su compañera desde 1972. Aquejado de cirrosis hepática, falleció el 22 de abril de 1996, a la edad de 60 años en el Hospital Gustavo Fricke de Viña del Mar. Sus restos mortales fueron sepultados en el cementerio parroquial de La Ligua.

## La poesía lárica
En 1965, "movido por el impulso de configurar su espacio mítico, publicó Los poetas de los lares, ensayo en el que revisa la obra de todo un grupo de poetas que centraron su obra en la provincia, la infancia y el respeto por las tradiciones, inaugurando una importante vertiente de la poesía nacional, la poesía lárica o de los lares".
La poesía lárica o de los lares, es decir, del origen o de la frontera, corresponde a la ética y estética que fundó Jorge Teillier y que transmitió en toda su obra. Esta forma de entender y crear la poesía se caracteriza por la vuelta hacia el pasado, a un paraíso perdido en el cual lo cotidiano y lo amable contrastan con la modernidad imperante en la época. Teillier hace hincapié en la búsqueda de los valores del paisaje, de la aldea y de la provincia, donde confluyen imágenes nostálgicas de la infancia perdida y de la naturaleza primigenia del mito. A través de una escritura usualmente sencilla, propuso el retorno hacia una Edad de Oro en la que el hablante lírico y el lector podrían acceder a un mundo más puro y más feliz, “un mundo mejor”, como el propio poeta diría.

## Obra

### Poemarios
- Para ángeles y gorriones, Ediciones Puelche, Santiago, 1956 (descargable desde Memoria Chilena; reeditado: 1995; tercera edición definitiva, Descontexto Editores, 2022)
- El cielo cae con las hojas, Ediciones Alerce, Santiago, 1958
- El árbol de la memoria, Arancibia Hermanos, Santiago, 1961
- Los trenes de la noche y otros poemas, Revista Mapocho, 1961 (descargable desde Memoria Chilena)
- Poemas del País de Nunca Jamás, colección El Viento en la Llama, dirigida por Armando Menedín, 1963
- Poemas secretos, Ediciones de los Anales de la Universidad de Chile, separata, 1965 (descargable desde Memoria Chilena)
- Crónica del forastero, Impreso por Arancibia Hermanos, Santiago, 1968
- Muertes y maravillas, antología, Editorial Universitaria, 1971 (reeditado: 2005 y en 2011 por Ediciones Universidad Diego Portales)
- Para un pueblo fantasma, Ediciones Universitarias de Valparaíso, 1978 (reeditado: 2005)
- La isla del tesoro; poemario epistorlar escrito al alimón con el poeta peruano Juan Cristóbal, Lima, 1982 (reedición aunmentada: Editorial Dolmen, 1996; tercera edición definitiva, Descontexto Editores, 2013)
- Cartas para reinas de otras primaveras, Ediciones Manieristas, Santiago, 1985
- El molino y la higuera, Ediciones del Azafrán, Santiago, 1993
- Hotel Nube, Ediciones LAR, Concepción, 1996
- En el mudo corazón del bosque, Editorial Fondo de Cultura Económica, 1997

### Otras publicaciones
- La confesión de un granuja, traducción con Gabriel Barra del libro del poeta ruso Serguéi Yesenin, Editorial Universitaria, 1973
- Los dominios perdidos, antología, selección de Erwin Díaz; Fondo de Cultura Económica, Santiago, 1992 (reediciones: 1994, 2007)
- Le petit Teillier illustré, con dibujos de Germán Arestizábal, Ediciones El Kultrún, 1993 (reeditada por Ediciones Grillom, 2011, junto con Los trenes que no has de beber)
- La invención de Chile, con Armando Roa Vidal, Editorial Universitaria, 1994 (reeditada por el Fondo de Cultura Económica, 2011)
- Los trenes que no has de beber, con ilustraciones de Germán Arestizábal; primera edición en El Salvador (segunda en Chile, 1994; tercera: Ediciones Grillom, 2011)
- Poesía universal traducida por poetas chilenos, Editorial Universitaria, 1996
- Prosas, selección de Ana Traverso, Editorial Sudamericana, Santiago, 1999
- Entrevistas, 1962-1996, recopiladas por Daniel Fuenzalida, Quid Ediciones, 2001
- Lo soñé o fue verdad, Editorial Universitaria, 2003
- Confieso que he bebido, crónicas del buen comer, antología de artículos, 2011
- Nostalgia de la tierra, antología crítica, biografía y ensayo a cargo de Juan Carlos Villavicencio, Ediciones Cátedra, Madrid, 2013
- Libro de homenajes, antología de Juan Carlos Villavicencio (poemas, y traducciones o versiones hechas por Teillier), Descontexto Editores, Santiago de Chile, 2015
- Nostalgia del futuro, biografía del poeta Jorge Teillier por Luis Marín y Carlos Valverde, Del Aire Editores, Santiago, 2015

### Antologías póstumas
- Jorge Teillier, el poeta de la lluvia, selección y prólogo de Miguel Ruiz; Editorial Platero, Santiago de Chile, 1996
- Crónicas del forastero, Editorial Colihue, Buenos Aires, 1999
- El árbol de la memoria, Editorial Signos, Madrid, 2000
- Morada irreal, edición facsimilar a cargo de Ediciones DIBAM / LOM, Santiago de Chile, 2000
- Cuando todos se vayan, El Quirófano Ediciones, Quito, 2002
- Jorge Teillier. Poemas ilustrados, selección de Cristóbal Joannon e ilustraciones de Francisco Javier Olea. Editorial Amanuta, Santiago de Chile, 2011
- Jorge Teillier en seis puntos, selección de Sebastián y Carolina Teillier. Presentación y coordinación de Carlos Valverde. Adaptación Braille e imagen táctil: Centro de Cartografía Táctil CECAT-UTEM. Santiago de Chile, 2017
- Poemas de la realidad secreta, selección de Francisco Véjar; Visor, Madrid, 2019
- Cuando todos se vayan, Universidad de Valparaíso, 2023

### Antologías en inglés
- In Order to Talk with the Death, traducción de Carolyne Wright, Ed. University of Texas Press, 1993
- From the Country of Nevermore, traducción de Mary Crow, Ed. Wesleyan University Press, 1990

### Reediciones
- Poemas del País de Nunca Jamás - Crónica del forastero, Libros completos, Tajamar Editores, Santiago de Chile, 2003
- El cielo cae con las hojas - El árbol de la memoria - Los trenes de la noche, Libros completos, Tajamar Editores, Santiago de Chile, 2004
- Para un pueblo fantasma - Cartas para reinas de otras primaveras - El molino y la higuera, Libros completos, Tajamar Editores, Santiago de Chile, 2009
- Poemas del País de Nunca Jamás / Para un pueblo fantasma, Ediciones Sin Fin, Barcelona, 2016

### Estudios sobre su obra
- Juan Carlos Villavicencio. Nostalgia de la Tierra, biografía y ensayo, Ediciones Cátedra, Madrid, 2013
- Teresa R. Stojkov. Jorge Teillier, Poet of the Hearth, Bucknell University Press, 2002
- Hernán Ortega Parada. Jorge Teillier, arquitectura del escritor, LOM / Fondo del Libro, Santiago, 2004
- Niall Binns. La poesía de Jorge Teillier, Ediciones LAR, Concepción, 2004
- Patricia García V. Retratos de Jorge Teillier: fotografías y testimonios, Ediciones Consejo Nacional de la Cultura y de las Artes, Santiago, 2006
- Jaime Quezada. Por un tiempo de arraigo, LOM, Santiago, 1996

## Premios y reconocimientos
- Premio Canto a la Reina de la Primavera de Victoria
- Premio de Federación de Estudiantes de Chile 1954, por el cuento Manzanas en la lluvia (con Manuel Rojas y José Santos González Vera como miembros del jurado)
- Premio Alerce de la Sociedad de Escritores de Chile 1958 por El cielo cae con las hojas
- Primer Premio del Concurso Gabriela Mistral 1960 por Los conjuros (esta obra será publicada en 1961 con el título de El árbol de la memoria)
- Premio Municipal de Literatura de Santiago 1961, categoría poesía, por El árbol de la memoria
- Premio CRAV 1964 por Crónicas del forastero
- Premio Conmemoración del Sesquicentenario de la Bandera Nacional 1967
- Primer Premio de los Juegos Florales 1976 de la revista Paula
- Premio Eduardo Anguita 1993
- Premio Mejores Obras Literarias Publicadas 1994 por El molino y la higuera (Consejo Nacional del Libro y la Lectura)

## Opiniones de contemporáneos
- Pablo Neruda: «después de Poemas del País de Nunca Jamás (1963), Teillier podría sentarse a esperar tranquilamente el aplauso de la posteridad».
- Roberto Bolaño: «Amo la poesía de Jorge Teillier. Sobre todo cuando dice: treinta años antes/Treinta años después/‘Esto no puede ser sino el fin del mundo. Adelante!’/Que el viento y la esperanza siempre estén con nosotros».
- Raúl Zurita: «Es tarde, y en un sur imaginario donde todos hemos estado alguna vez juntos; Teillier, los viejos amigos, el poeta del pueblo, los extraviados, escuchamos el sonido de un lenguaje que es más profundo que lo humano, que es más vasto y más hondo que las cosas que podemos decir ahora».[11]

## En la cultura popular

### Documentales
- Nostalgias del Far West. Dirección: Felipe Tirado, Gonzalo Duque, Ricardo Carrasco, Vicente Parrini, Sergio Navarro. Grabado en 1987 y post-producido en 2007, este trabajo fue realizado por el Colectivo del cabo Astica.